# Афтенюк Герман Трохимович
Герман Трохимович Афтенюк (25 травня 1914, село Строєнци Бессарабської губернії, тепер Молдова — 1987, місто Кишинів, тепер Молдова) — радянський молдавський діяч, заступник голови Ради міністрів Молдовської РСР, міністр меліорації та водного господарства Молдавської РСР. Член ЦК Комуністичної партії Молдавії. Депутат Верховної Ради Молдавської РСР 3—10-го скликань. Депутат Верховної ради СРСР 5-го скликання. 

## Життєпис
Народився в селянській родині. Закінчив Молдавський (Тираспольський) плодоовочевий інститут.
З 1937 року працював агрономом Рашковської машинно-тракторної станції Молдавської АРСР.
Член ВКП(б) з 1940 року.
У 1940—1948 роках — у Червоній армії, учасник німецько-радянської війни.
У 1948—1949 роках — директор радгоспу «Пуркари» Суворовського району; 2-й секретар Оланештського районного комітету КП(б) Молдавії. 
У 1949—1954 роках — 1-й секретар Чимішлійського районного комітету КП(б) Молдавії; завідувач сільськогосподарського відділу ЦК КП Молдавії; заступник міністра сільського господарства Молдавської РСР.
У 1954—1958 роках — 1-й секретар Карпіненського районного комітету КП Молдавії.
2 липня 1958 — 4 квітня 1963 року — заступник голови Ради міністрів Молдавської РСР.
12 травня 1962 — 18 січня 1964 року — голова Державного комітету Ради міністрів Молдавської РСР з водного господарства та охорони водних ресурсів. 18 січня 1964 — 10 листопада 1965 року — голова Державного виробничого комітету Ради міністрів Молдавської РСР із зрошуваного землеробства та водного господарства.
10 листопада 1965 — 17 березня 1977 року — міністр меліорації та водного господарства Молдавської РСР.
У червні 1977 — 1980 року — заступник голови Президії Верховної Ради Молдавської РСР.
З 1980 року — персональний пенсіонер у місті Кишиневі.
У листопаді 1980 — 1985 року — член Президії Верховної Ради Молдавської РСР.
Помер 1987 року в місті Кишиневі.

## Нагороди
- орден Леніна
- орден Жовтневої Революції
- орден Вітчизняної війни ІІ ст.
- три ордени Трудового Червоного Прапора
- медалі
- Заслужений агроном Молдавської РСР